# Северная (приток Южной Рассохи)
Северная — река в России, течет по территории Троицко-Печорского района Республики Коми. Устье реки находится в 11 км по правому берегу реки Южная Рассоха. Длина реки составляет 12 км.
Система водного объекта: Южная Рассоха → Пожёг → Печора → Баренцево море.

## Данные водного реестра
По данным государственного водного реестра России относится к Двинско-Печорскому бассейновому округу, водохозяйственный участок реки — Печора от истока до водомерного поста у посёлка Шердино, речной подбассейн реки — Бассейны притоков Печоры до впадения Усы. Речной бассейн реки — Печора.
Код объекта в государственном водном реестре — 03050100112103000058150.